# Евробляха
Автомобиль на «евробляхах» (от «евро-» и пол. blacha «жесть», жаргонное «автомобильный номер»), сокращённо «евробляха» и «бляха» — распространённый на Украине полонизм для обозначения подержанного автомобиля с европейским номером, который по документам временно ввезён в Украину иностранцем, но фактически является незарегистрированной собственностью граждан Украины, ввезённой без уплаты таможенных сборов с целью личного пользования, перепродажи или разборки на запчасти. Практика сохранения зарубежной регистрации получила широкое распространение с 2014 года, по состоянию на июль 2018 года по этой схеме было ввезено около 2 миллионов автомобилей.
Типичная «евробляха» — это подержанный автомобиль возрастом от 5 до 15 лет, зарегистрированный в Польше или Литве.
Причинами появления евроблях стали:
- со стороны Европы — высокие экологические налоги в Германии[6], из-за чего старые автомобили продают дёшево, например, в Польшу, где налоги ниже;
- со стороны Украины — низкие доходы населения, плохое соблюдение таможенных правил[7][8], высокая[9] (до 2018 года) пошлина на автомобили и неумелое стимулирование местного автомобильного производства[7].

## Правовое положение на 2014 год

### Налоги на автомобили
При растаможке автомобиля требовалось заплатить такие сборы и налоги:
- акцизный сбор;
- ввозную пошлину (около 10 %);
- военный сбор (1,5 %);
- налог на добавленную стоимость (17 % от стоимости автомобиля с остальными сборами);
- сбор за растаможку.

Спорным моментом оказался был именно акцизный сбор, так как если для старых дешёвых автомобилей военный сбор, пошлина и НДС были соразмерны бросовой цене, то акциз мог во много раз превышать её. В 2016 году Украина приняла экологический стандарт Евро-5, и автомобили, изготовленные до 2009 года (именно тогда Евро-5 приняли в Европе), стало невозможно растаможить законно.
Транспортный налог в Украине заложен в бензин и потому не зависит от экологического класса машины. Техосмотру подлежат лишь коммерческие авто.

### Условия временного ввоза автомобилей
Законодательство Украины позволяет ввезти транспортное средство без уплаты пошлины и выполнения нетарифных обязательств в двух случаях:
1. как временный ввоз нерезидентами для личного пользования на период до 14 месяцев (статья 380, части 1 и 2 Таможенного кодекса Украины). При этом декларация и обязательство об уплате пошлины таможней не требуются, однако запрещается передача автомобиля другим лицам[10];
2. как транзит (статья 95, часть 1, параграф 1 Таможенного кодекса) на срок до 10 дней, также без декларации и уплаты депозита.

Типичный «владелец» евробляхи, который купил её без оформления сделки, по принципу «ключи за деньги», просто игнорирует временны́е ограничения, установленные законом и управляет автомобилем без каких-либо законных оснований. С одной стороны, в случае аварии это позволяет ему избежать ответственности, например, скрывшийся с места ДТП— между ним и автомобилем нет никакой связи. С другой стороны, владелец беззащитен если, например, формальный собственник автомобиля в Евросоюзе потребует вернуть его собственность, а также в случае угона.
В редких случаях, когда таможня накладывала штрафы за нарушение правил импорта, попытки оспорить их через суды были неуспешными. Некоторые суммы штрафов были очень высокими (на 2018 год рекорд — 3,6 миллиона гривен — был составлен в Одессе).

## Политический аспект
Произвольное применение украинским государством штрафов вызывает частые протесты владельцев «евроблях»; стимулом послужило постановление Кабинета министров Украины № 489 от 20 июня 2018 года, расширившее доступ полиции к таможенной информации.

## Развитие конфликта, протесты «бляхеров»

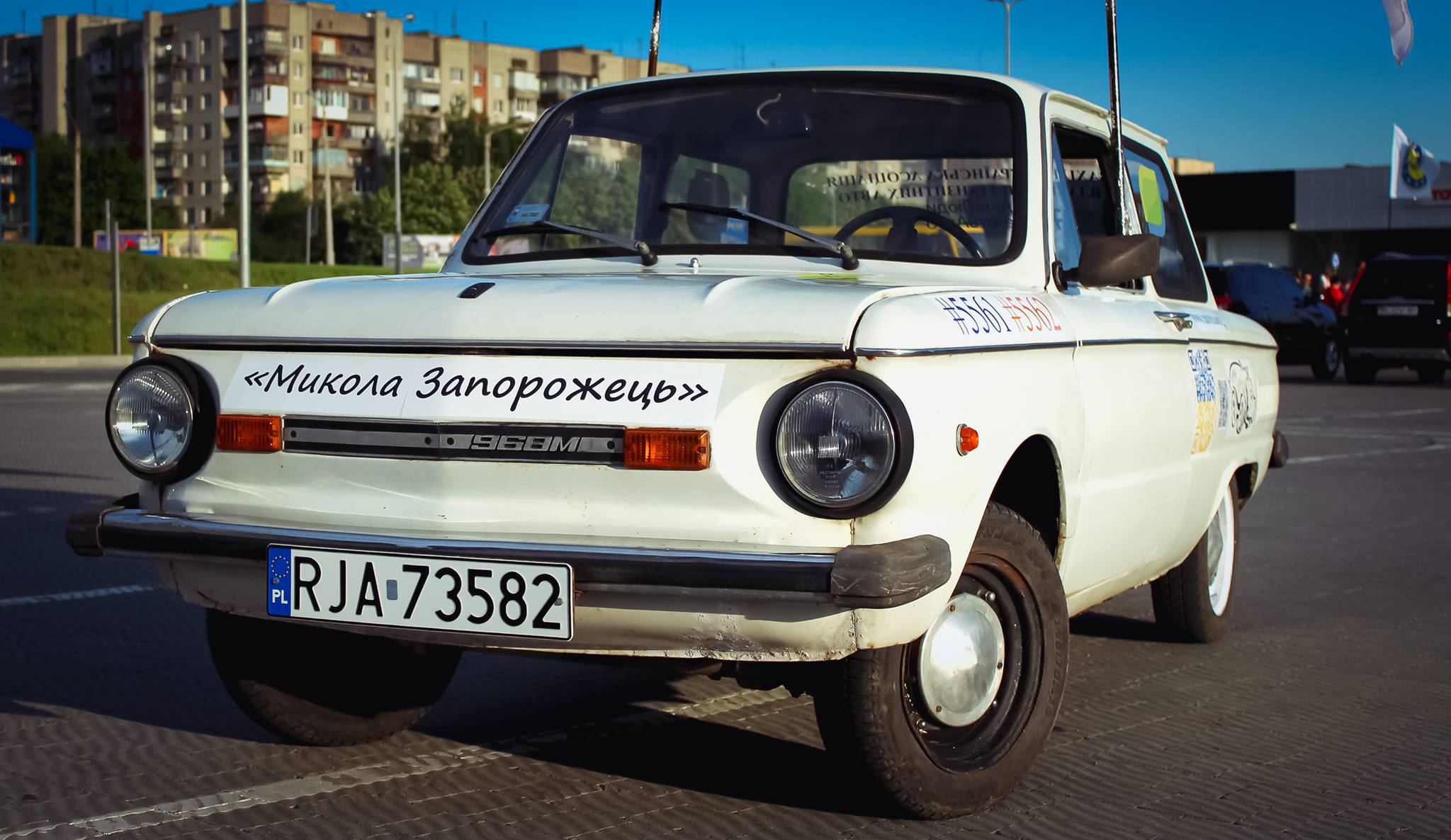
«Мыкола Запорожец», ставший знаменитым автомобиль

Изначальная схема: поляк и украинец «в складчину» покупают автомобиль, регистрируют в Польше и временно ввозят на территорию Украины. На 2018 год в Перемышльском повяте таких машин было 10 %. Недостаток этой схемы — для нового авто нужно искать нового поляка. Чтобы обойти это, начали появляться зарегистрированные в ЕС фирмы, в том числе принадлежащие украинцам. На их балансе бывает по несколько тысяч евроблях.
С 2017 года «бляхеров» начали штрафовать за несоблюдение правил временного пользования. Пользователи евроблях постоянно перекрывали пограничные КПП. В сентябре 2017 года проходил «бляхомайдан» под окнами Верховной рады, который привёл лишь к небольшому продлению «подвешенного» режима.
В начале 2017 года члены «Западноукраинской ассоциации владельцев транзитных авто» (ЗАВТРА) провели акцию — купили во Львове за 200 долларов ЗАЗ-968М 1991 года выпуска, назвали «Мыкола Запорожец», растаможили в Польше за 250 долларов как обычный, не ретроавтомобиль и ввезли в Украину «на евробляхах». Чтобы после этого законно растаможить его на территории Украины, требовалось 3000 долларов. Автомобиль стал легендарным, участвовал в огромном количестве акций «евробляхеров», в том числе в том самом «бляхомайдане».
На сентябрь 2017 года существовало 22 законопроекта по снижению пошлины на подержанные авто или другому их узакониванию: например, 342 евро (около 10 тыс. гривен) в год транзитного сбора (Максим Бурбак).
В 2017 году ЗАЗ остановил производство популярной модели Daewoo Lanos. Одной из причин считаются «евробляхи».
Летом 2018 года Украина начала требовать залог за транзит, и в приграничных сёлах Польши и Словакии появились свалки «евроблях». За машинами впоследствии никто не приехал, их постепенно разбирали на запчасти.

## Возможные решения
Евгений Каташинский и Ольга Гаран указывают на несколько потенциальных путей решения проблемы евроблях:
- «молдавский вариант»: шестимесячный период амнистии со скидкой на регистрацию в размере 70 %. При отсутствии регистрации требовалась уплата за пользование дорогами в размере одного евро в день; в случае неуплаты автомобиль отправлялся за границу за счёт владельца;
- резкое уменьшение пошлин;
- модернизированный молдавский вариант с конфискацией автомобиля в случае неуплаты регистрации в течение срока амнистии;
- снижение налогов с преференциями для автомобилей более позднего года выпуска. Этот вариант был реализован в виде законов 8487/8488, действующих с 2019 года[20].

## Законы против евроблях (2018—2019 годы)
25 ноября 2018 года вступили в силу законы об акцизах на легковые автомобили (8487) и о пребывании автомобилей на территории Украины (8488). Акциз на евробляху состоит из базовой пошлины (50—150 евро), множителя за объём (численно равного объёму двигателя в литрах) и множителя за старость (численно равного возрасту авто в полных календарных годах, от 1 до 15). Например, акциз за 1,6-литровую машину 8-летней давности будет 50·1,6·8 = 640 €. Остальные налоги (вместе порядка 30 % от таможенной стоимости автомобиля) остаются.
Если владелец успел растаможить автомобиль до 22 февраля 2019 года, выплаты уменьшались вдвое, до 50 %, если до 24 мая — до 75 %.
Кузов без мотора акцизом не облагается. Акциз за электромобили и гибриды близкий к приведённому, но отсутствует множитель за старость. Разрешённый экологический класс опустили до Евро-2.
За январь-август 2019 года таможня выручила за автомобили 7,1 млрд гривен.
Стандарт Евро-6, изначально запланированный на 2018 год, отложили[кто?] на неопределённое время.
Александр Сергиенко, директор Института города (Киев), в декабре 2019 года сказал насчёт «дымных» «евроблях»: «Евробляхеры, те, кто допустил ввоз в страну так называемых евроблях, совершили чудовищное преступление по отношению ко всей Украине».[значимость факта?]

## Ситуация с евробляхами в 2019 и 2020 годах
На август 2019, срок окончания переходного периода законов о временном пребывании, в Украине осталось не менее 300 тысяч незарегистрированных «евроблях». Владельцу такого авто угрожает штраф за нарушение правил временного пребывания — 8500 гривен и более (около 300 $).
Дальнейшим продолжением идеи «евроблях» стал ввоз и восстановление битых автомобилей из США.
В 2020 году, вместе с запуском автоматических скоростных камер, начали набирать популярность «евробляхи» из Болгарии за сходство номеров с украинскими.
В 2021 году пошли разговоры[уточнить] о возврате техосмотра — одно из требований соглашения об ассоциации с ЕС, сокращение использования подержанных авто из Европы и США.

## Льготы в 2021 году
15 июня 2021 вступили в силу два закона Украины которые позволяют растаможить оставшиеся «евробляхи» по новым тарифам. Изменился порядок начисления акциза, что уменьшило общую сумму таможенных платежей в три раза, а также владельцы таких авто освобождались от санкций со стороны таможни. Этот режим действовал 180 дней и закончился 8 ноября 2021 года. За это время льготой воспользовались более 85 тыс. граждан Украины. Участники боевых действий, которые находились в зоне АТО или ООС не менее 90 дней в период действия этого закона, получили дополнительные 3 месяца чтобы воспользоваться льготой. За этот дополнительный период было растаможено ещё 5 тыс. авто. С 8 февраля 2022 года нерастаможенные автомобили с «евробляхами» подлежат конфискации или на их владелец будет оштрафован на сумму до 170 тыс. гривен.

## Льготы в 2022 году
Ситуация с растаможкой авто получила новый виток развития событий в 2022 году, когда после вторжения России в Украину, по инициативе Президента Украины Владимира Зеленского был принят закон 2142-IX о бесплатной растаможке авто. Евробляхи тоже смогли воспользоваться этой льготой. Как пояснил автообозреватель Олег Кичук в своём блоге Avto_Speaker те евробляхи, которые ежегодно совершали так называемый "перезаезд" — то есть выезжали из Украины и вновь въезжали, таким образом сохраняли легитимность пребывания автомобиля в Украине без таможенной очистки, не нарушая таможенного режима: временный ввоз, который предусматривает нахождение автомобиля в Украине не более 1 года. Автомобили, которые выполняли это требование, получили возможность изменить таможенный режим "временный ввоз" на "импорт" путём пересечения границы и оформления по льготной(бесплатной) процедуре.